# Léa Mysius
Léa Mysius (Bordeus, 4 d'abril de 1989) és una guionista i directora de cinema francesa.

## Biografia
Després d'estudiar literatura, Léa Mysius va estudiar a La Femis
Après des études de lettres, Léa Mysius suit les enseignements de La Femis i es va graduar en guió el 2014.
Léa Mysius ha dirigit tres curtmetratges que han estat seleccionats i premiats en nombrosos festivals. Cadavre exquis va guanyar el premi SACD a la millor obra de ficció al Festival del Curtmetratge de Clermont-Ferrand. Les oiseaux-tonnerre (2014), que va dirigir i del qual va escriure el guió, va ser nominada al Gran Premi del Jurat en la categoria European Student Films al Festival Premiers Plans d'Angers i seleccionada a la selecció seleccionada a la Cinéfondation, del 67è Festival Internacional de Cinema de Canes. L'île jaune, co-dirigida amb Paul Guilhaume el 2016, va guanyar el Gran Premi del Jurat en la categoria de primers curtmetratges francesos al  Festival Premiers Plans d'Angers 2016.
El seu primer llargmetratge, Ava, amb les actrius Noée Abita i Laure Calamy, es va llançar a la Setmana de la Crítica durant el 70è Festival Internacional de Cinema de Canes, es van estrenar en sales immediatament després i va rebre una recepció crítica favorable Va ser nominada al Caméra d'Or i va guanyar el Prix SACD a la millor pel·lícula.
El mateix any va participar en el guió de la pel·lícula d'Arnaud Desplechin, Les Fantômes d'Ismaël
El 2019, Mysius va tornar a col·laborar amb Desplechin, coescrivint el guió de la seva pel·lícula Roubaix, une lumière El 2020, Mysius i Desplechin van rebre una nominació al César a la millor adaptació per al seu guió, que van adaptar de la pel·lícula documental de televisió France 3 de Mosco Boucault Roubaix, commissariat central (2008).
El 2022, el seu segon llargmetratge Les Cinq Diables fou presentat a la selecció Quinzena de Cineastes al 75è Festival Internacional de Cinema de Canes. Myisus també va coescriure el guió de la pel·lícula de 2022 de Claire Denis Stars at Noon amb Denis i Andrew Litvack, adaptada de la novel·la The Stars at Noon de l'autor estatunidenc Denis Johnson. Stars at Noon també es va estrenar al Festival de Cannes 2022, on va ser seleccionat per competir per la Palma d'Or.
El 2024, va tenir crèdits de col·laboració en els guions de dues pel·lícules: el drama comig-of-age  Langue étrangère de Claire Burger i el musical de Jacques Audiard Emilia Pérez.

## Vida personal
Mysius manté una relació amb el director de fotografia Paul Guilhaume.

## Filmografia
| Any  | Títol                 | Director | Guionista | Notes                              |
| ---- | --------------------- | -------- | --------- | ---------------------------------- |
| 2013 | Cadavre exquis        | Sí       | Sí        | Curtmetratge                       |
| 2013 | L'éblouie             | No       | Sí        | Curtmetratge                       |
| 2013 | Fin d'automne         | No       | Sí        | Curtmetratge                       |
| 2013 | Ce qui nous échappe   | No       | Sí        | Curtmetratge                       |
| 2014 | Les oiseaux-tonnerre  | Sí       | Sí        | Curtmetratge                       |
| 2014 | One in a Million      | No       | Sí        | Curtmetratge documental            |
| 2015 | Bison 6               | No       | Sí        | Curtmetratge                       |
| 2016 | L'île jaune           | Sí       | Sí        | Curtmetratge                       |
| 2017 | Les Fantômes d'Ismaël | No       | Sí        |                                    |
| 2017 | Ava                   | Sí       | Sí        |                                    |
| 2018 | Gueule d'Isère        | No       | No        | Curtmetratge; productora associada |
| 2018 | La strada dei Samouni | No       | Sí        | Documental                         |
| 2019 | L'Adieu à la nuit     | No       | Sí        |                                    |
| 2019 | Plaisir fantôme       | No       | No        | Curtmetratge; productora associada |
| 2019 | Roubaix, une lumière  | No       | Sí        |                                    |
| 2021 | París, districte 13   | No       | Sí        |                                    |
| 2022 | Les Cinq Diables      | Sí       | Sí        |                                    |
| 2022 | Stars at Noon         | No       | Sí        |                                    |
| 2024 | Langue étrangère      | No       | Sí        | Col·labora en el guió              |
| 2024 | Emilia Pérez          | No       | Sí        | Col·labora en el guió              |

## Premis i nominacions
| Any  | Festival                                          | Premi                                                | Pel·lícula           | Resultat                                 | Ref(s) |
| ---- | ------------------------------------------------- | ---------------------------------------------------- | -------------------- | ---------------------------------------- | ------ |
| 2013 | Festival del Curtmetratge de Clermont-Ferrand     | Prix SACD de la meilleure première oeuvre de fiction | Cadavre exquis       | Guanyador                                | [ 2 ]  |
| 2014 | Festival Internacional de Cinema de Canes         | Cinéfondation                                        | Les oiseaux-tonnerre | Nominat                                  | [ 4 ]  |
| 2014 | Festival Internacional de Cinema de Sant Sebastià | Trobada Internacional d'Estudiants de Cinema         | Les oiseaux-tonnerre | Segon premi                              | [ 21 ] |
| 2015 | Festival Premiers Plans d'Angers                  | Gran Premi del Jurat-Cine estudiantil europeu        | Les oiseaux-tonnerre | Nominat                                  | [ 3 ]  |
| 2016 | Festival Premiers Plans d'Angers                  | Gran Premi del Jurat-Primers Curtmetratges de França | L'île jaune          | Guanyador                                | [ 5 ]  |
| 2017 | Festival Internacional de Cinema de Canes         | Prix SACD                                            | Ava                  | Guanyador                                | [ 10 ] |
| 2017 | Festival Internacional de Cinema de Canes         | Camera d'Or                                          | Ava                  | Nominat                                  | [ 9 ]  |
| 2017 | Festival du nouveau cinéma                        | Louve d'Or                                           | Ava                  | Guanyador                                | [ 22 ] |
| 2017 | Festival Internacional de Cinema d'Estocolm       | Cavall de Bronze                                     | Ava                  | Nominat                                  | [ 23 ] |
| 2017 | Premi Louis-Delluc                                | Millor primera pel·lícula                            | Ava                  | Nominat                                  | [ 24 ] |
| 2017 | BFI London Film Festival                          | Premi Sutherland                                     | Ava                  | Nominat                                  | [ 25 ] |
| 2018 | Festival Internacional de Cinema de Palm Springs  | Premi Noves Veus/Noves Visions                       | Ava                  | Menció d'Honor a la Direcció Excepcional | [ 26 ] |
| 2020 | Premis César                                      | Millor adaptació                                     | Roubaix, une lumière | Nominat                                  | [ 13 ] |
| 2022 | Premis César                                      | Millor adaptació                                     | París, districte 13  | Nominat                                  | [ 27 ] |
| 2025 | Premis Oscar                                      | Millor guió adaptat                                  | Emilia Pérez         | Pendent                                  | [ 28 ] |